# Hallo Spaceboy
Singles par David Bowie
Strangers When We Meet
(novembre 1993) Telling Lies
(septembre 1996)
Hallo Spaceboy est une chanson de David Bowie parue en 1995 sur l'album 1. Outside.
Sa version remixée par les Pet Shop Boys est éditée en single en février de l'année suivante et se classe no 12 des ventes au Royaume-Uni.

## Musiciens
- David Bowie : chant
- Brian Eno : synthétiseur, boîte à rythmes
- Reeves Gabrels : guitare rythmique
- Carlos Alomar : guitare solo
- Erdal Kızılçay : basse
- Mike Garson : piano
- Sterling Campbell : batterie

Sur le remix des Pet Shop Boys :
- Neil Tennant : chant, chœurs
- Chris Lowe : synthétiseurs, programmation